# Himanka
Himanka (Zweeds: Himango) is een voormalige gemeente in de Finse provincie West-Finland en in de Finse regio Centraal-Österbotten. De gemeente had een totale landoppervlakte van 229 km² en telde 3177 inwoners in 2003.
In 2010 is de gemeente gefuseerd en samengevoegd met Kalajoki. 

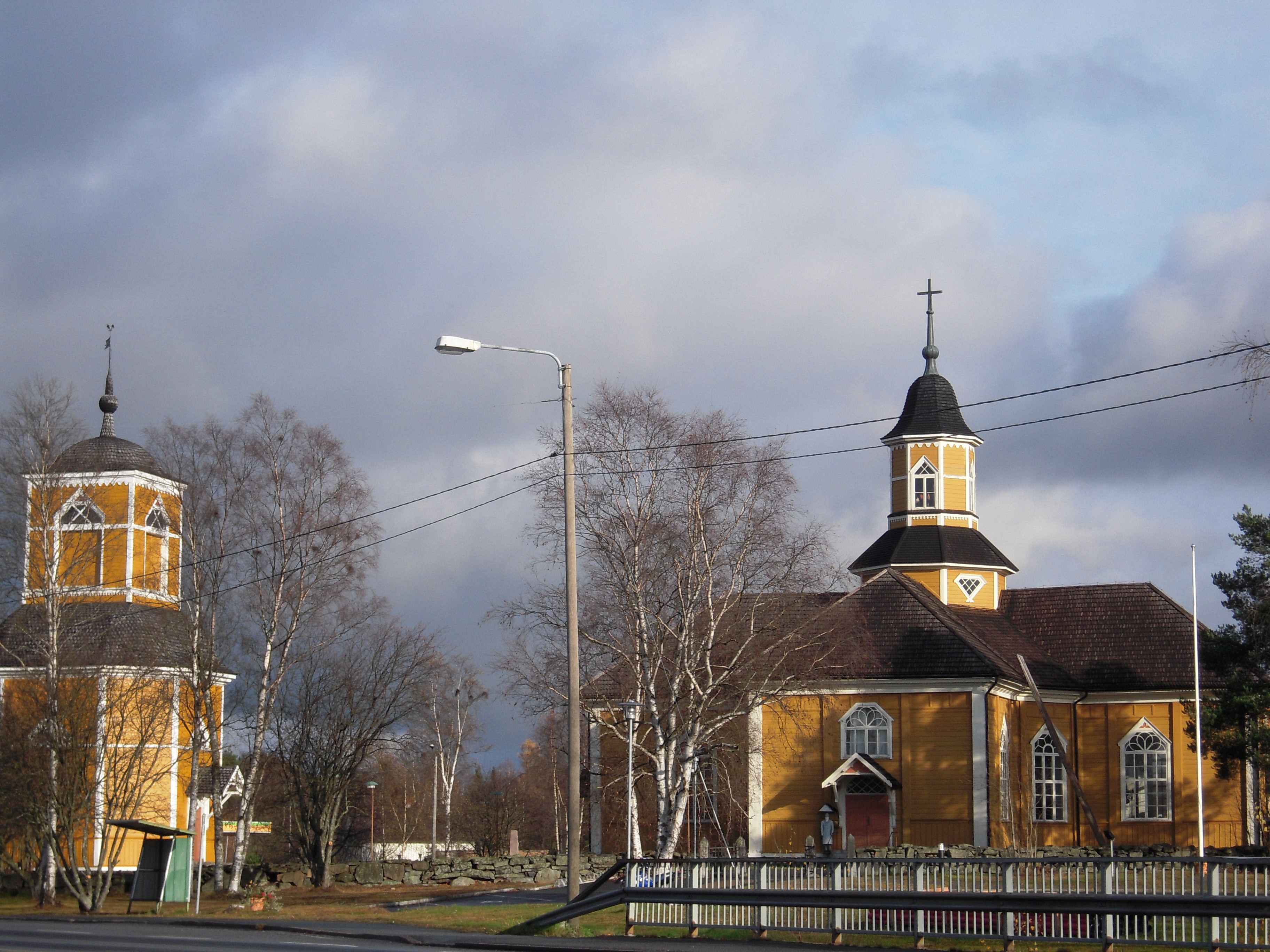
Een kerk in Himanka

Halsua · Kannus · Kaustinen · Kokkola · Lestijärvi · Perho · Toholampi · Veteli
Voormalige gemeenten:
Himanka · Kaarlela · Kälviä · Lohtaja · Ullava · Öja